# 岡安証券
岡安証券（おかやすしょうけん）は、証券会社である。旧名称は大塚証券。

## 商品
株式、投資信託などを取り扱っている。2008年1月まで商品先物取引も取り扱っていた。

## 支店・営業所
支店
- 奈良王寺支店 : 奈良県北葛城郡王寺町王寺2-7-23　亀井ビル
- 東京支店 : 東京都中央区日本橋茅場町1-12-4　茅場町会館

営業所
- 豊岡営業所 : 兵庫県豊岡市千代田町9-40　大開西会館
- 徳島営業所 : 徳島市東大工町1-9-1　徳島ファーストビル

## 沿革
- 1924年（大正13年）4月 - 創業
- 1933年（昭和8年）12月 - 株式会社大塚商店に改組
- 1944年（昭和19年）4月 - 大塚証券株式会社と商号変更
- 1968年（昭和43年）4月 - 証取法1・2・4号免許取得
- 1988年（昭和63年）3月 - 証取法3号免許取得
- 2000年（平成12年）9月 - 本店所在地を中央区島之内に移転
- 2000年（平成12年）12月 - 証券業のみなし登録申請
- 2002年（平成14年）2月 - 保険業法による保険代理店の業務開始
- 2006年（平成18年）7月15日 - 岡安証券株式会社と商号変更
- 2008年（平成20年）1月26日 - 商品取引受託業務の廃止
- 2012年（平成24年）7月1日 - ヤマタネグループの金山証券から事業の一部を譲り受ける[2]
- 2012年（平成24年）7月1日 - 東京支店開設[3]